# سينريو غيرل
سينريو غيرل (بالإنجليزية: Senryu Girl)‏ هي سلسلة مانغا يابانية نشرت في مجلة شونن الأسبوعية في أكتوبر 2016 حتى أبريل 2020 وتم جمعها في 13 تانكوبون،حولت لمسلسل أنمي من إنتاج كونكت عرض في أبريل حتى يونيو 2019.